# TAF13
TAF13‏ (TATA-box binding protein associated factor 13) هوَ بروتين يُشَفر بواسطة جين TAF13 في الإنسان.